# Žuta pliska
Žuta pliska (lat. Motacilla flava) mala je ptica pevačica iz porodice pliski (Motacillidae), koja uključuje trepteljke i dugokandžice.
Vrsta se gnezdi u većem delu umerene Evrope i Azije. Stanarica je u toplijim delovima svog areala rasprostranjenja, kao što je zapadna Evropa, dok severne i istočne populacije migriraju u Afriku i južnu Aziju.
To je vitka, 15–16 cm dugačka ptica, sa karatkerističnim dugim repom koji pokreće gore-dole. Ovo je vrsta sa najkraćim repom od svih pliski Evrope. Gnezdeći mužjak je u osnovi maslinato zelene boje sa gornje strane, a odozdo je žute boje. U drugim periodima, žuta boja može izbledeti do bele.Glave mužjaka mogu varirati u obojesnoti jako i te šare zavise od podvrste kojoj pripadaju.
Oglašava se karakterističnim visokotonskim piskom džit.
Ova insektivorna ptica naseljava otvorena staništa blizu vode ili vlažne livade. Gnezdi se u busenovima trave gde polaže od 4-8 jaja.

## Sistematika
je latinsko ime za belu plisku i predstavlja deminutiv od reči motare, „kretati se” i reči koja se još od Srednjeg veka tumači pogrešno, cilla sa značenjem „rep”.. Specijski deo imena flava je od latinskog, što znači zlatno-žuta.
Sistematika i filogenija ove vrste je jako zbunjujuća. Bukvalno je opisano gomilu podvrsta za ovo vreme, pri čemu se 15-20 smatra validnim u zavisnosti kog autora neko citira. Takođe, sa žutoglavom pliskom formira kriptični komleks vrsta; gde su oba taxona označena kao parafiletska međusobno. Populacija u Beringovom regionu je ponekad odvojena i smatra se zasebnom vrstom (M. tschutschensis).

### Trenutno priznate podvrste
Obojenost se odnosi na mužjake, izuzev onda kada je naglašeno suprotno.
- Linnaeus, 1758 – Plavoglava žuta pliska

Plavo-siva glava sa belim supercijijumom(obrvom) i prugom na obrazu mužjaka, ispranijim i žućkastijim kod ženke.
Gnezdi se: južna Skandinavija do Francuske i planinskog regiona centralne Evrope, a na istoku do Urala. Zimu provodi u subsaharskoj Africi.
- Blyth, 1834 – Žutokruna žuta pliska

žuto-zelena glava sa svetložutim supercilijumom. Ženske su znatno svetlije po stomaku od mužjaka.
Gnezdi se: Britanija and obala Lamanša. Zumuje: Afrika.
- Billberg, 1828 – Tamnoglava žuta pliska ili plavoglava žuta pliska

Tamnosiva glava, sve do braza, bez beline kod mužjaka; ženke svetlije i ispranije verzije mužjaka, sa rudimentiranim zelenkastim supercilijumom.
Gnezdi se: centralna i severna Skandinavija na istoku do severozapadnog Sibira. Zimuje: istočna Afrika, Indijski potkontinent, jugoistočna Azija.
- Hartert, 1921 – Pirinejska žuta pliska

Slična i, sa belim grlom i tamnijom sivom nijansom, skoro crno obojena iza očiju.
Gnezdi se: jugoistočna Francuska, Pirinejsko poluostrvo, Mahreb od Tinisa do Banc d'Arguin nacionalnog parka. Zimuje: Od Gambije do Centralnoafričke Republike.
- Savi, 1831 – pepeljasta žuta pliska

Slična jskoj, sa rudimentiranim ili bez supercilijuma.
Gnezdi se: Sicilija, Sardinija, Italija, Slovenija. Zimuje: obale Tunisa i Alžira, Mali do jezeza Čad.
- (A. E. Brehm, 1854) – Egipatska žuta pliska

Slična i, manja i tamnija.
Gnezdi se: Delta Nila i niži Nil, stanarica.
- Michahelles, 1830 – Crnoglava žuta pliska

Slična iju pri čemu je crna kapa samo kod mužjaka, ženske su isprane thunbergi mužjaci odozgo, vrlo ispranožute odozdo, sa belim grlom.
Gnezdi se: Balkansko poluostrvo na istoku do Kaspijskog mora, na jugu do Turske, Irana i Avganistana. Zimuje: od cetralne Afrike do Nigerije i Ugande, na jugu do Sudana.
- (S. G. Gmelin, 1774) – Žutoglava žuta pliska

Glava žuta sa zelenim vratom kod mužjaka, ženke su kao vividnije flava ženke.
Gnezdi se: Donji tok Volge do reke Irtiš i Zajsan jezera. Zimuje: Afrika i Indijski potkontinent.
- (Sykes, 1832) – Sajksova žuta pliska

Slična i sa svetlije sivom glavom i beličastim ušima; polovi slični.
Gnezdi se: Severno od lutea, na istoku do Ladak regiona. Zimuje: Indijski potkontinent, istočna Afrika i delovi Arabijskog poluostrva.
- (Homeyer, 1878) – Turkestanska crnoglava žuta pliska

Slična u, sa belim supercilijumom i ponekad zelenim vratom.
Gnezdi se: Na istoku od Delte Volge do Kaspijskog mora, a na severu do Avganistana. Zimuje: Pakistan i severoistočna Indija i zapadni Nepal, a moguće i severoistočna Afrika.
- (Thayer & Bangs, 1914) – Severnosibirska žuta pliska

Mužjaci slični thunbergi sa tamnijim ušima, vrh glave svetliji, rudimentirani supercilijum. Ženske ispranijih boja od mužjaka.
Gnezdi se: u Sibiru između reke Katange i reke Kolima. Zimuje: Indija, jugositočna Azija.
- (Przevalski, 1887) – beloglava žuta pliska

Mužjaci slični flava, s tim da je sivo na glavi dosta svetlije, skoro belo. Ženke slične flavai ženkama, ali nekako tamnije.
Gnezdi se: Severozapadna Mongolija i ponekad u Kini i Rusiji. Zimuje: verovatno u Indiji.
Nominalna plavoglava žuta pliska i žuta pliska formiraju usku hibridnu zonu u severnoj Francuskoj. Ptice ove zone variraju u obojenosti jako.

## U kulturi
U tekstovima piramida o Starom Egiptu, žute pliske su se smatrale ličnom prezentacijom Atuma i moguće da su bile prva inspiracija pticu Benu koja je, sa druge strane, bila inspiracija za nastanak feniksa u grčkoj mitologiji.

## Galerija
- Jaja žute pliske
- Odrasli mužjak žutokrune žute pliske
- Odrasla, verovatno ženka tamnoglave žute pliske ili sibirska žuta pliska (M. f. thunbergi ili plexa)
- Odrasla ženka Turkmestanske žute pliske
- Mlada plava žuta pliska
- Žuta pliska
- Cuculus canorus canorus + Motacilla flava

## Literatura
- Voelker, Gary (2002). „Systematics and historical biogeography of wagtails: Dispersal versus vicariance revisited”. Condor. 104 (4): 725—739. doi:10.1650/0010-5422(2002)104[0725:SAHBOW]2.0.CO;2.

## Spoljašnje veze
- Ageing and sexing (PDF; 4.2 MB) by Javier Blasco-Zumeta & Gerd-Michael Heinze
- Oiseaux Images
- Western yellow wagtail – Species text in The Atlas of Southern African Birds.